# Купер, Том (футболист)
Томас Купер (англ. Thomas Cooper; 9 апреля 1905 — 25 июня 1940), более известный как Том Купер (англ. Tom Cooper) — английский футболист, правый защитник. Выступал за клубы «Порт Вейл», «Дерби Каунти» и «Ливерпуль». Также провёл пятнадцать матчей за национальную сборную Англии.

## Клубная карьера
Уроженец Фентона (пригород Сток-он-Трента, графство Стаффордшир), после окончания школы Купер работал погрузчиком угля в шахте, параллельно играл за местные футбольные команды «Лонгтон» и «Трентем» в Лиге Чешира.
В августе 1924 года стал игроком клуба «Порт Вейл», который заплатил за его переход 20 фунтов. Провёл за команду 32 матча во Втором дивизионе в сезонах 1924/25 и 1925/26.
В марте 1926 года перешёл в «Дерби Каунти» за 2500 фунтов. Сразу же закрепился в основном составе «баранов» и помог команде занять второе место во Втором дивизионе в сезоне 1925/26, что обеспечило ей выход в Первый дивизион. В сезоне 1929/30 помог «баранам» занять второе место в чемпионате. С 1931 по 1934 год Купер был капитаном «Дерби Каунти». Всего он провёл за команду 266 матчей и забил 1 гол.
4 декабря 1934 года перешёл в «Ливерпуль» за 7500 фунтов. Дебютировал за «красных» 8 декабря 1934 года в матче против «Челси» на «Стэмфорд Бридж» (победа «пенсионеров» со счётом 4:1). Сайт LFC History описывает его как «одного из величайших защитников Англии» с отличными навыками отбора мяча и паса. Выступал за клуб до начала войны, сыграв в общей сложности 160 матчей.
В военное время продолжал играть за «Ливерпуль» в военных турнирах, а также играл в качестве гостя за «Рексем».

## Карьера в сборной
22 октября 1927 года дебютировал за сборную Англии в матче против сборной Ирландии.
Всего провёл за сборную 15 матчей, причём в четырёх последних (с апреля по сентябрь 1934 года) он был капитаном.

## Статистика выступлений

### Клубная статистика
| Клуб             | Сезон            | Лига | Лига | Кубок | Кубок | Итого | Итого |
| Клуб             | Сезон            | Игры | Голы | Игры  | Голы  | Игры  | Голы  |
| ---------------- | ---------------- | ---- | ---- | ----- | ----- | ----- | ----- |
| Порт Вейл        | 1924/25          | 21   | 0    | 1     | 0     | 22    | 0     |
| Порт Вейл        | 1925/26          | 11   | 0    | 0     | 0     | 11    | 0     |
| Порт Вейл        | Итого            | 32   | 0    | 1     | 0     | 33    | 0     |
| Дерби Каунти     | 1925/26          | 5    | 0    | 0     | 0     | 5     | 0     |
| Дерби Каунти     | 1926/27          | 25   | 0    | 0     | 0     | 25    | 0     |
| Дерби Каунти     | 1927/28          | 13   | 0    | 0     | 0     | 13    | 0     |
| Дерби Каунти     | 1928/29          | 28   | 0    | 3     | 0     | 31    | 0     |
| Дерби Каунти     | 1929/30          | 17   | 0    | 1     | 0     | 18    | 0     |
| Дерби Каунти     | 1930/31          | 42   | 0    | 1     | 0     | 43    | 0     |
| Дерби Каунти     | 1931/32          | 33   | 1    | 3     | 0     | 36    | 1     |
| Дерби Каунти     | 1932/33          | 36   | 0    | 6     | 0     | 42    | 0     |
| Дерби Каунти     | 1933/34          | 33   | 0    | 4     | 0     | 37    | 0     |
| Дерби Каунти     | 1934/35          | 16   | 0    | 0     | 0     | 16    | 0     |
| Дерби Каунти     | Итого            | 248  | 1    | 18    | 0     | 266   | 1     |
| Ливерпуль        | 1934/35          | 23   | 0    | 2     | 0     | 25    | 0     |
| Ливерпуль        | 1935/36          | 26   | 0    | 2     | 0     | 28    | 0     |
| Ливерпуль        | 1936/37          | 39   | 0    | 1     | 0     | 40    | 0     |
| Ливерпуль        | 1937/38          | 26   | 0    | 5     | 0     | 31    | 0     |
| Ливерпуль        | 1938/39          | 36   | 0    | 0     | 0     | 36    | 0     |
| Ливерпуль        | Итого            | 150  | 0    | 10    | 0     | 160   | 0     |
| Всего за карьеру | Всего за карьеру | 430  | 1    | 29    | 0     | 459   | 1     |

### Матчи за сборную Англии
| №  | Дата             | Стадион                           | Соперник     | Результат | Турнир                     |
| -- | ---------------- | --------------------------------- | ------------ | --------- | -------------------------- |
| 1  | 22 октября 1927  | «Уиндзор Парк», Белфаст           | Ирландия     | 0:2       | Домашний чемпионат 1927/28 |
| 2  | 22 октября 1928  | «Гудисон Парк», Ливерпуль         | Ирландия     | 2:1       | Домашний чемпионат 1928/29 |
| 3  | 17 ноября 1928   | «Ветч Филд», Суонси               | Уэльс        | 3:2       | Домашний чемпионат 1928/29 |
| 4  | 13 апреля 1929   | «Хэмпден Парк», Глазго            | Шотландия    | 0:1       | Домашний чемпионат 1928/29 |
| 5  | 9 мая 1929       | «Коломб», Париж                   | Франция      | 4:1       | Товарищеский матч          |
| 6  | 11 мая 1929      | «Жозеф Марьен», Брюссель          | Бельгия      | 5:1       | Товарищеский матч          |
| 7  | 15 мая 1929      | «Метрополитано де Мадрид», Мадрид | Испания      | 3:4       | Товарищеский матч          |
| 8  | 14 мая 1931      | «Коломб», Париж                   | Франция      | 2:5       | Товарищеский матч          |
| 9  | 18 ноября 1931   | «Энфилд», Ливерпуль               | Уэльс        | 3:1       | Домашний чемпионат 1931/32 |
| 10 | 9 декабря 1931   | «Хайбери», Лондон                 | Испания      | 7:1       | Товарищеский матч          |
| 11 | 1 апреля 1933    | «Хэмпден Парк», Глазго            | Шотландия    | 1:2       | Домашний чемпионат 1932/33 |
| 12 | 14 апреля 1934   | «Уэмбли», Лондон                  | Шотландия    | 3:0       | Домашний чемпионат 1933/34 |
| 13 | 10 мая 1934      | «Непштадион», Будапешт            | Венгрия      | 1:2       | Товарищеский матч          |
| 14 | 16 мая 1934      | «Летна», Прага                    | Чехословакия | 1:2       | Товарищеский матч          |
| 15 | 29 сентября 1934 | «Ниниан Парк», Кардифф            | Уэльс        | 4:0       | Домашний чемпионат 1934/35 |

Итого: 15 матчей / 0 голов; 8 побед, 0 ничьих, 7 поражений

## Достижения
«Дерби Каунти»
- Вице-чемпион Второго дивизиона (выход в Первый дивизион): 1925/26
- Вице-чемпион Англии: 1929/30

Сборная Англии
- Победитель Домашнего чемпионата: 1931/32, 1934/35 (разделённая победа)

## Смерть и похороны
Во время Второй мировой войны служил в Королевской военной полиции. 25 июня 1940 года Купер, управляя курьерским мотоциклом, столкнулся с двухэтажным автобусом. От полученных травм он скончался. Было проведено расследование, после чего все военные курьеры в Великобритании обязаны были надевать мотошлем во время поездок.
Его похороны прошли 29 июня 1940 года в церкви святого Петра в Литтловере (пригород Дерби, графство Чешир). Гроб с его телом несли его бывшие одноклубники по «Дерби Каунти» — Сэмми Крукс, Гарри Бедфорд, Джордж Коллин, Дуглас Данкан, Том Дейвисон и Джордж Стивенсон. Похоронен на кладбище «Ноттингем Роуд» в Дерби.